# Rhyacophila arcangelina
Rhyacophila arcangelina är en nattsländeart som beskrevs av Navás 1932. Rhyacophila arcangelina ingår i släktet Rhyacophila och familjen rovnattsländor. Inga underarter finns listade i Catalogue of Life.